# Angry Birds Friends
Angry Birds Friends este un joc video și al șaselea joc din seria Angry Birds. Acesta este dezvoltat și publicat de Rovio Entertainment.